# Ordine degli Avvocati di San Pietro
Der Ordine degli Avvocato di San Pietro war eine Auszeichnung des  Heiligen Stuhls.

## Geschichte
Die Geschichte der Auszeichnung hängt mit den Avvocati di San Pietro zusammen, einer Gruppe von Anwälten, die 1878 mit Genehmigung durch Papst Leo XIII. gegründet wurde. Aufgabe der Juristen war die Verteidigung der römisch-katholischen Kirche gegen das neu gegründete Königreich Italien. Hierzu wurden nicht nur erfahrene Juristen aus Italien, sondern aus der ganzen Welt rekrutiert. Die Gruppe hatte etwa hundert Mitglieder, die alle mit dem Ordine degli Avvocato di San Pietro ausgezeichnet wurden. Im Jahr 1909 wurde die Gesellschaft mit dem Motu Proprio Id praeclaro von Papst Pius X. aufgehoben und somit auch der Orden. Einerseits hatte sich der Zweck des Ordens überholt und andererseits  gab es eine Untersuchung, um Handel mit dem Ehrenzeichen in Frankreich aufzudecken.

## Ordenszeichen
Das Ordenszeichen bestand aus einem gerändelten Malteserkreuz, strahlend und mit Gold gesprenkelt. Es war weiß emailliert und mit Gold umrandet. In der Mitte war ein goldenes Medaillon mit einem Bild des Heiligen Petrus. Umgeben von einem blau emaillierten Band, auf welchem in goldenen Buchstaben „AVVOCATI DI SAN PIETRO“ stand. Auf der Rückseite des zentralen Medaillons befanden sich zwei sich kreuzende Schlüssel und die Tiara, die flankiert von den Worten FIDEI ET VIRTUTI waren. Das Medaillon war auch auf der Rückseite von einem blau emaillierten Band mit der goldenen Beschriftung „TU ES CHRISTUS FILIUS DEI VIVI“ umgeben. Die Stütze für das Band bestand aus einer Tiara mit goldenen gekreuzten Schlüssel. Es wurde auf der linken Brustseite getragen.
Das Ordensband war lila mit einem goldenen Streifen auf jeder Seite.